# Abell 901
Abell 901 è un ammasso di galassie situato prospetticamente nella costellazione dell'Idra alla distanza di oltre 2 miliardi di anni luce dalla Terra (light travel time). È inserito nell'omonimo catalogo compilato da George Abell nel 1958.
È un componente, insieme agli ammassi Abell 902 e SW Group, del superammasso di galassie A901/902. Abell 901 è formato da due sottoammassi, A901a e A901b.

## Note

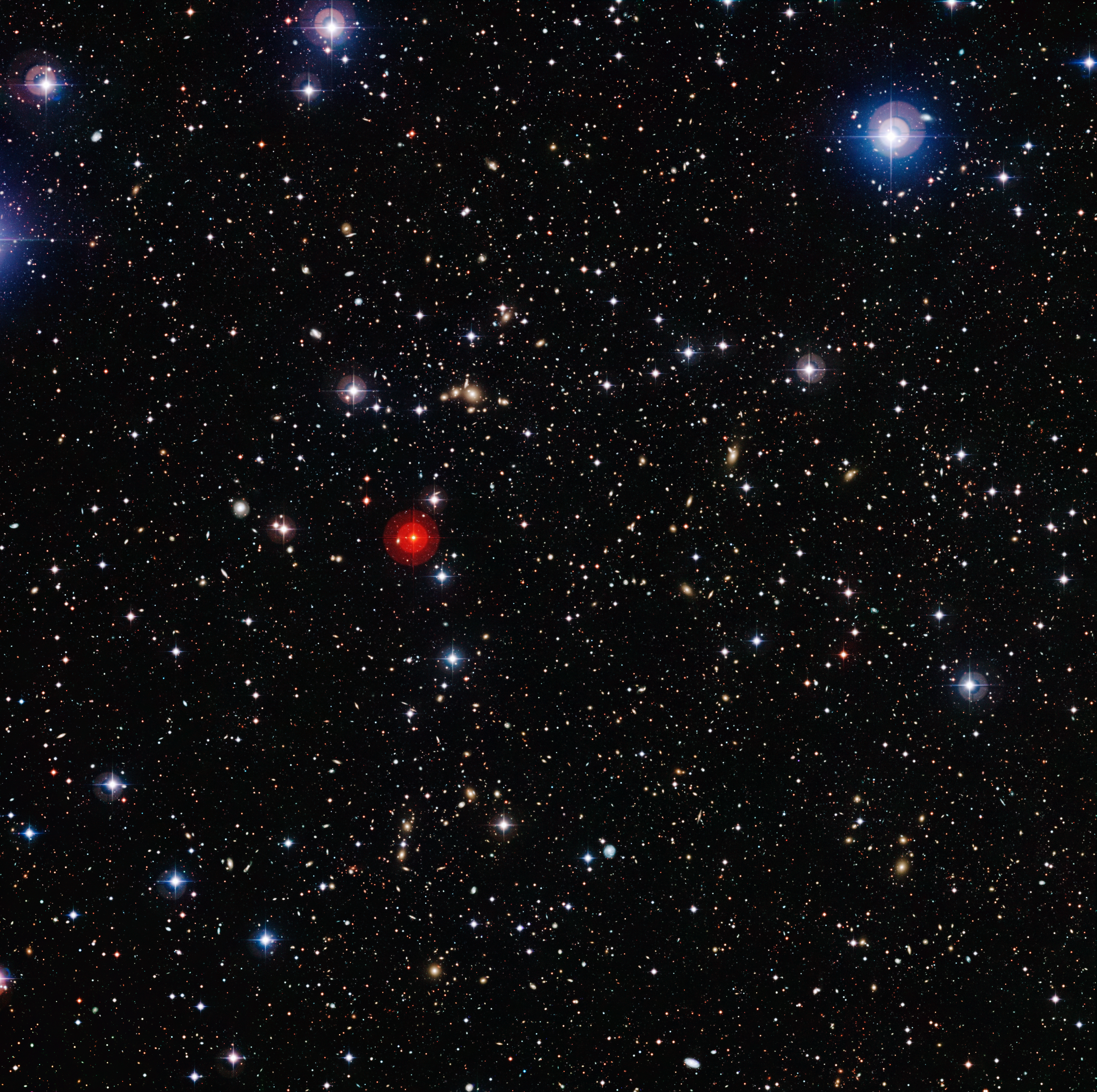
Abell 901/902